# Chave
Chave es una aldea situada en la parroquia de Lousame en el municipio de Lousame, provincia de La Coruña, Galicia, España. 
En 2021 tenía una población de 85 habitantes (41 hombres y 44 mujeres). Está situada a 128 metros sobre el nivel del mar a 6,3 km de la cabecera municipal. Las localidades más cercanas son Seixido, Filgueira y Riatelo y Boca do Souto.